# Alice Fuldauer
Alice Mirjam Fuldauer (Harlingen, 22 april 1958 − Lisse, 20 februari 2018) was een Nederlandse journalist en schrijver.

## Biografie
Fuldauer was een journaliste die onder andere begin jaren 1990 werkte voor NRC-Handelsblad en daarin interviews publiceerde met een aantal mensen die partnerdoding hadden gepleegd. In 1984 had zij overigens al een interview gehad met Richard Klinkhamer, de schrijver die enige jaren later ook zijn partner zou doden. In 1994 werden deze gesprekken gebundeld in Fatale liefde, een boek dat veel succes had en vertaald werd. In 1995 bundelde zij literaire verhalen van diverse auteurs over vrouwen in Gevaarlijke vrouwen. Verhalen over vamps, feeksen en femmes fatales. In 2000 publiceerde zijzelf een verhalenbundel waarin moeilijke relaties centraal staan. In 2007 publiceerde zij een zwartboek over de Nederlandse gezondheidszorg.
A.M. Fuldauer overleed in 2018 op 59-jarige leeftijd, na enige jaren aan de ziekte van Alzheimer te hebben geleden.